# 30-та річниця незалежності України
30-та річниця незалежності України — відзначалася в Україні в 2021 році з нагоди річниці проголошення незалежності України 1991 року. У межах відзначення 30-річчя незалежності України було проведено понад 150 святкових заходів по всій країні під слоганом «Ти у мене єдина!». Заходи тривали з 22 до 24 серпня 2021 року і включали проведення міжнародних самітів, вручення державних відзнак, проведення святкових концертів, підняття прапора у День Державного прапора України 23 серпня, а також проведення військового параду на День незалежності України 24 серпня.
Також Кабінетом Міністрів України заплановано багато інших заходів до 30-річчя незалежності, які було проведено упродовж всього 2021 року.

## Кошторис
Згідно з висновком Міністерства фінансів, підготовка і проведення усіх заходів, запланованих Кабінетом Міністрів, мала коштувати 5,4 млрд грн. Ця сума включала фінансування масштабних інфраструктурних проєктів, таких як модернізація 6 регіональних аеропортів, розбудова євроколії «Київ — Львів — Скнилів» та завершення будівництва нового лікувально-діагностичного комплексу в «Охматдиті». Водночас власне на святкові урочистості було заплановано витратити 100 млн грн.
3 червня 2021 року до Закону України «Про публічні закупівлі» було внесено виключення, згідно з яким закупівлю товарів, робіт та послуг необхідних для підготовки до святкування 30-ї річниці незалежності було дозволено здійснювати за переговорною процедурою, а не на відкритих торгах, якщо така закупівля відбувалася до 24 серпня.

## Святкування
У межах відзначення 30-річчя незалежності України відбудеться понад 150 святкових заходів по всій країні. Для участі у святкуванні Дня Незалежності, до України прибудуть сотні іноземних гостей, зокрема лідери держав, представники іноземних урядів і парламентів. Усього очікується близько 30 делегацій країн та міжнародних організацій.
Святкові заходи триватимуть з 22 до 24 серпня. У ці три дні, всією країною відбудеться велика кількість подій, присвячених 30-річчю відновлення незалежності України. Всі вони будуть об'єднані слоганом «Ти у мене єдина», який символізує бачення незалежності України як мрії, якої прагнули досягти багато поколінь українців.
На відміну від двох попередніх років, коли офіційні військові паради не проводились, було проведено військові паради у містах Києві та Одесі.
Також Міністерство культури та інформаційної політики України створило Цифрову мапу подій, що висвітлює події присвячені 30-й річниці незалежності в усіх регіонах України.

### 22 серпня
- Вручення відзнаки «Національна легенда України»[2].
- Урочиста літургія у Софійському соборі за участю Вселенського Патріарха Варфоломія[12][13].
- IV Міжнародний волонтерський та ветеранський форум «Там, де ми — там Україна» (у межах Всеукраїнського форуму «Україна 30. Захисники»)[14][15].

### 23 серпня (День Державного прапора)
- Підняття прапора у географічному центрі України у Черкаській області[2].
- Установчий саміт Кримської платформи[2][16].
  - Позачергова сесія Верховної Ради України, на якій прийнято звернення до міжнародних організацій, урядів і парламентів іноземних держав щодо посилення міжнародного співробітництва в рамках Кримської платформи[17][18].
- Саміт перших леді та джентльменів «М'яка сила у новій реальності».[2][16].
- Святковий концерт для лідерів держав у Національній опері України[2].

### 24 серпня (День Незалежності)
- Святковий парад Збройних Сил України у центрі Києва. Зокрема на Хрещатику та Майдані Незалежності відбувся урочистий концерт та парад військ — із прольотом авіації у складі повітряної колони сил безпеки і оборони та збройних сил країн-партнерів. На Трухановому острові — артилерійський салют[2][16].
  - Річковий парад на Дніпрі[19].
- Військово-морський парад в Одесі[20].
- Концерт італійського співака Андреа Бочеллі на площі Конституції у Києві[2][21].
- Святкове шоу «Незалежність у нашій ДНК. День незалежності країни» на НСК «Олімпійський»[2].
- Урочисте засідання Верховної Ради України[22].
  - Позачергова сесія Верховної Ради України, на якій прийнято за основу законопроєкт про Великий Державний Герб України[23].

#### Інші заходи у Києві
- Урочистості у Києві розпочнуться покладанням квітів до пам'ятників, пам'ятних знаків та місць поховань видатних діячів українського державотворення, борців за незалежність України у XX столітті, загиблих учасників Революції Гідності, учасників антитерористичної операції та учасників дій із забезпечення національної безпеки й оборони, відсічі та стримування збройної агресії Російської Федерації у Донецькій і Луганській областях[16].
- Релігійні організації столиці проведуть молебень за Україну та український народ. Відбудеться також «Марш Захисників України 2021» за маршрутом: парк імені Тараса Шевченка — Бессарабська площа − вулиця Хрещатик — Майдан Незалежності. У парку «Володимирська гірка» пройдуть Всеукраїнський фестиваль «Живий словник незалежності» і фестиваль «Ветеранфест». На плавучій сцені-баржі в акваторії річки Дніпро навпроти парку «Наталка» пройде мультимедійний артпроєкт «Єднаймося!»[16].
- На території парку культури і відпочинку «Гідропарк» відбудеться відкритий турнір спортивного клубу «Довгожитель» із настільного тенісу серед ветеранів, а також велелюдний заплив на 500 метрів до Дня Незалежності України. А на території Національного комплексу «Експоцентр України» триватиме «Забіг у вишиванках». Також як зазвичай, в усіх районах столиці відбуватимуться спортивні, культурні та інформаційно-просвітницькі заходи[16].

## Інші події і акції до 30-річчя незалежності
- Упродовж 2021 року у Києві проводиться Всеукраїнський форум «Україна 30» — серія із 30 масштабних щотижневих форумів за участю топ-представників української влади, громадськості, експертів і міжнародних партнерів України[24][25].
- У межах програми «Велике будівництво» планується відкриття «Дороги Єдності» — автошляху М-30 «Стрий — Ізварине». Сама траса довжиною 1446,6 км утворена об'єднанням двох доріг М-4 та М-12 і стала найдовшою трасою в Україні з'єднавши схід і захід України. Упродовж 2020—2021 років на трасі проводиться капітальний ремонт. Очікується, що після проведення ремонтних робіт пропускна здатність буде збільшена до 40-50 тис. автомобілів на добу, а час на подолання відстані від Львівської до Луганської області зменшиться на 3 години[26][27][28].
- До 30-річчя Незалежності України було створено український наносупутник PolyITAN-HP-30, запуск якого відбувся 3 січня 2023 року, о 16:56 за київським часом, в рамках місії Transporter-6 компанії SpaceX з бази ВПС США на мисі Канаверал[29][30][31].
- У 2021 році планувалося запустити на орбіту український супутник «Січ-2-30», але запуск було відкладено, і він відбувся  13 січня 2022 року[32].

### Оригінал Конституції Пилипа Орлика у Києві
З 16 серпня до 14 листопада 2021 року у Софійському соборі проходить виставка «Раритети Української козацької держави — Гетьманщини XVII—XVIII ст.: До 30-річчя Незалежності України». Головним експонатом виставки є оригінальний рукопис скороченої версії Конституції Пилипа Орлика латиною, який привезли для тимчасового експонування із Швеції у межах святкування 30-ї річниці незалежності. Окрім рукопису на виставці виставляється гетьманська булава Івана Мазепи, яку також привезли із Швеції і яка за переказами також належала Пилипу Орлику, а також п'ять універсалів 1687—1702 років, виданих Мазепою у Батурині.
Рукопис Конституції виставили відкритим на другій і третій статтях. Друга стаття містить положення про недоторканість українських кордонів, а третя наказує гетьману відновити дружні стосунки із Кримським ханством і закріпити їх навіки у договорі. 16 серпня Міністр закордонних справ України Дмитро Кулеба сказав, що це нагадує про єдність України із Кримом і надає сильну енергетичну підтримку перед проведенням установчого саміту Кримської платформи.

Експозиція у Софійському соборі
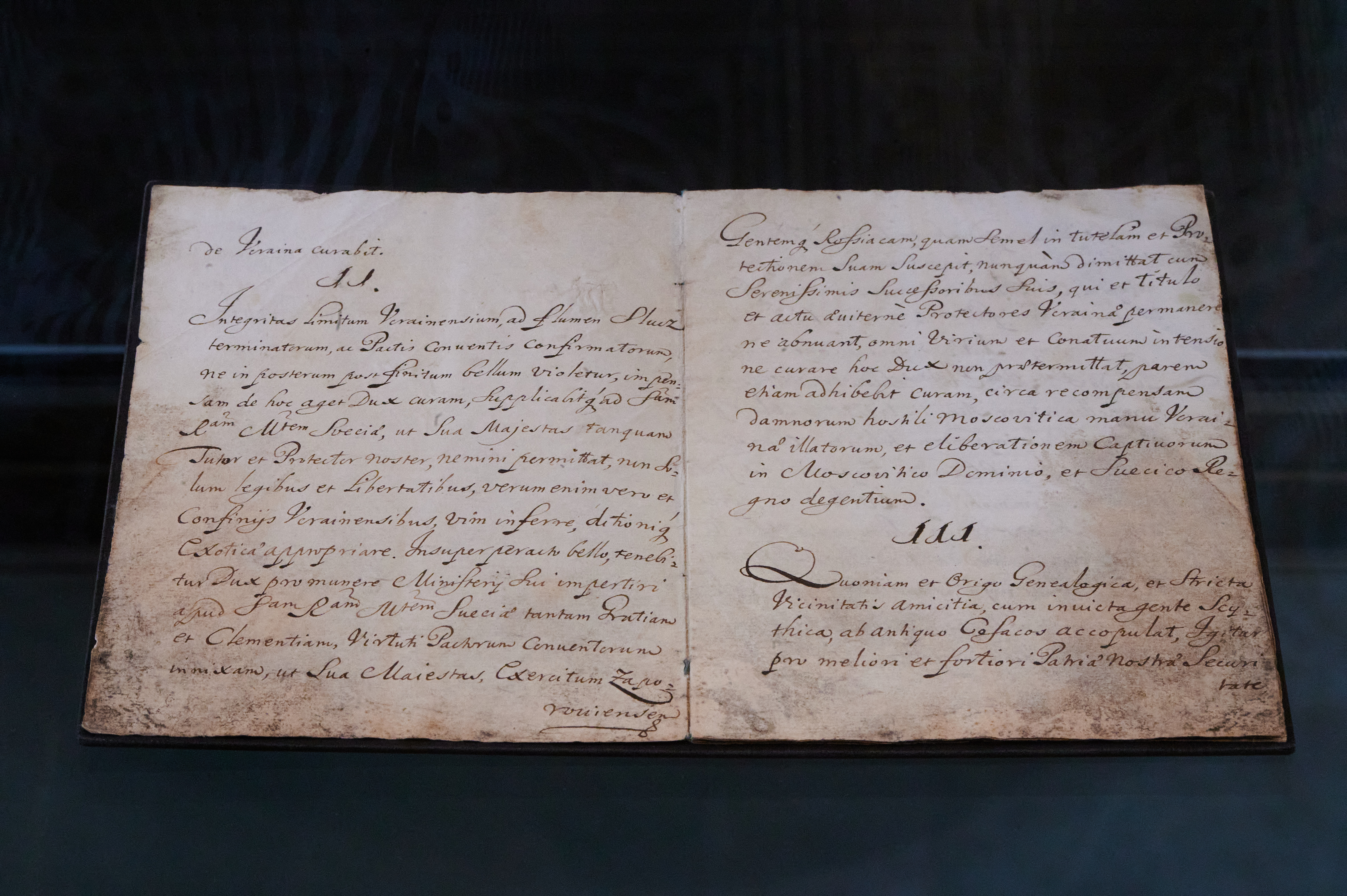
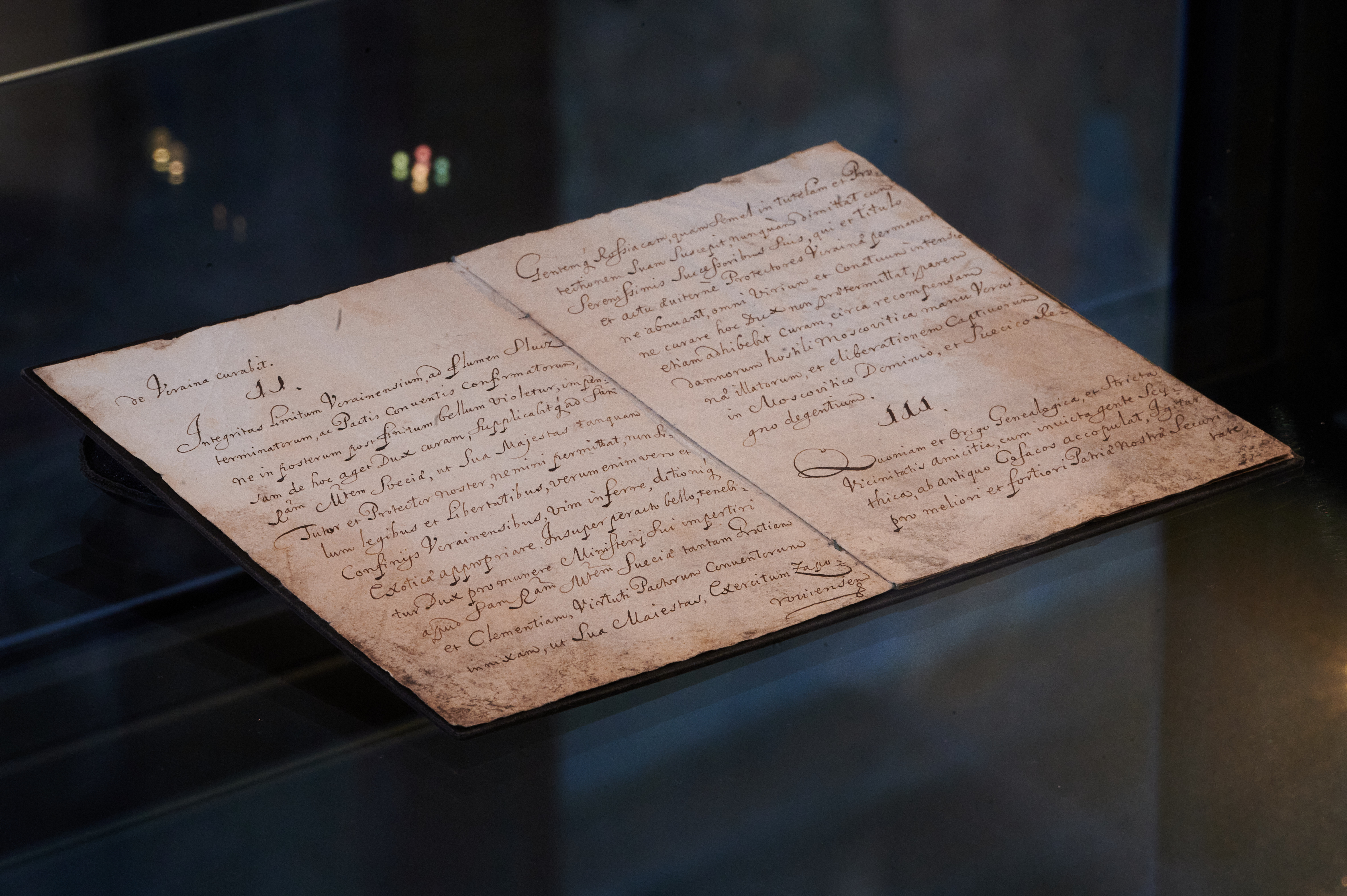
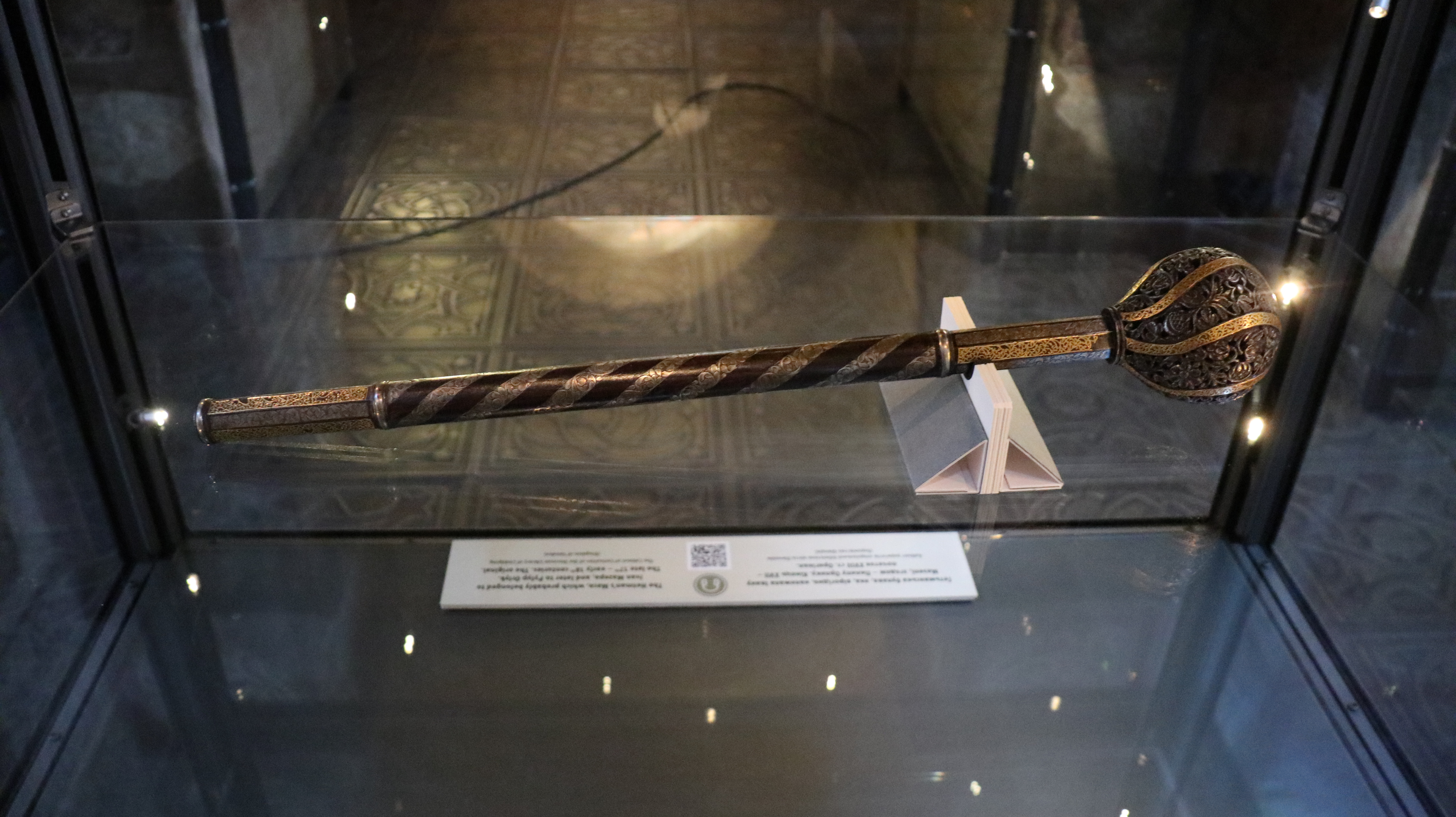

### У культурі
Молодий український співак KHAYAT присвятив власну пісню 30-річчю відновлення незалежності Батьківщини — «Гімн землі».

### У нумізматиці
|                                                  |  |  |
| Золота монета "До 30-річчя незалежності України" |  |  |

Національний банк України до 30-річчя незалежності України випустив низку ювілейних та інвестиційних монет, а саме:
| Назва                                                                 | Номінал грн. | Метал                | Маса, грам | Діаметр, мм. | Якість виготовлення       | Гурт                           | Тираж, штук |
| --------------------------------------------------------------------- | ------------ | -------------------- | ---------- | ------------ | ------------------------- | ------------------------------ | ----------- |
| До 30-річчя незалежності України (монета)                             | 5            | нейзильбер           | 16.54      | 35,0         | спеціальний анциркулейтед | рифлений                       | 50 000      |
| До 30-річчя незалежності України (срібна монета)                      | 10           | срібло (925 проба)   | 31,1       | 38,6         | пруф                      | гладкий із заглибленим написом | 3 000       |
| До 30-річчя незалежності України (срібна монета номіналом 50 гривень) | 50           | срібло (999 проба)   | 500        | 85,0         | спеціальний анциркулейтед | гладкий із заглибленим написом | 500         |
| До 30-річчя незалежності України (золота монета)                      | 250          | золото (900 проба)   | 62,2       | 42           | спеціальний анциркулейтед | гладкий із заглибленим написом | 400         |
| До 30-річчя незалежності України (срібна інвестиційна монета)         | 1            | срібло (999,9 проба) | 31,1       | 38,6         | анциркулейтед             | рифлений                       | 15 000.     |